# Оулун Паллосеура
«Оулун Паллосеура» (фін. Oulun Palloseura) або просто ОПС (фін. OPS) — фінський спортивний клуб, що базується в місті Оулу. У клубі є секції з футболу, хокею з м'ячем і боулінгу. Клуб був заснований в 1925 році.

## Футбол
Команда була заснована в 1925 році, але до вищого фінського дивізіону вперше вийшла в 1975 році Команда двічі (1979 і 1980) виграла чемпіонат Фінляндії і, як наслідок, двічі грала в єврокубках. В обох випадках клуб зустрівся з англійським «Ліверпулем». У сезоні 1980/81 він вирвав нічию 1:1 у Фінляндії, але програв з розгромним рахунком 0:10 на «Енфілді». У сезоні 1981/82 він програв з мінімальним рахунком у Фінляндії, і був розбитий з рахунком 0:7 на «Енфілді».
1983 року клуб вилетів у Юккьонен і в подальшому до вищого дивізіону не поверталась.

### Досягнення
- Чемпіон Фінляндії: 1979, 1980

## Хокей з м'ячем
Команда з хокею з м'ячем тривалий час грала у вищій лізі Фінляндії, Банділізі. Клуб є семиразовим чемпіоном країни (1953, 1956, 1960, 1961, 1962, 1963 та 1964), але 2010 року команда була розпущена

### Досягнення
- Чемпіонат Фінляндії: 1953, 1956, 1960, 1961, 1962, 1963, 1964
  - Віце-чемпіон Фінляндії: 1945, 1946, 1947, 1948, 1951, 1952, 1955, 1957, 1958, 1959
  - 3-тє місце: 1949, 1954, 1965, 1967, 2009